# Canvas (IGU)
Em ciência da computação e visualização, canvas (em português, tela) é um contêiner que contém vários elementos de desenho (linhas, formas, texto, quadros contendo outros elementos, etc.). Seu nome vem da tela usada nas artes visuais. Às vezes é chamado de gráfico de cena porque organiza a representação lógica de uma interface de usuário ou cena gráfica. Algumas implementações também definem a representação espacial e permitem ao usuário interagir com os elementos por meio de uma interface gráfica do usuário.